# Neocentrobia cara
Neocentrobia cara är en stekelart som beskrevs av Girault 1912. Neocentrobia cara ingår i släktet Neocentrobia och familjen hårstrimsteklar. Inga underarter finns listade i Catalogue of Life.